# Valky
Valky (em ucraniano:   Валки) é uma cidade da Ucrânia, situada no Oblast de Carcóvia. Tem 13 km² de área e sua população em 2020 foi estimada em 8.783 habitantes.